# Elezioni generali nella Repubblica Centrafricana del 2020
Le elezioni generali nella Repubblica Centrafricana del 2020 si sono tenute il 27 dicembre per l'elezione del Presidente e il rinnovo dell'Assemblea nazionale.
Il 18 gennaio 2021 la Corte costituzionale ha proclamato i risultati definitivi, che hanno visto la riconferma, al primo turno, del presidente uscente Faustin-Archange Touadéra.

## Risultati

### Elezioni presidenziali
| Faustin-Archange Touadéra    | Movimento Cuori Uniti                                                         | 318 626   | 53,16 |  |  |  |  |  |
| Anicet-Georges Dologuélé     | Unione per il Rinnovamento Centrafricano                                      | 130 017   | 21,69 |  |  |  |  |  |
| Martin Ziguélé               | Movimento per la Liberazione del Popolo Centrafricano                         | 45 206    | 7,54  |  |  |  |  |  |
| Désiré Kolingba              | Raggruppamento Democratico Centrafricano                                      | 22 157    | 3,70  |  |  |  |  |  |
| Crépin Mboli Goumba          | Partito Africano per una Trasformazione Radicale e l'Integrazione degli Stati | 19 271    | 3,21  |  |  |  |  |  |
| Sylvain Patassé              | Centrafrica Nuovo Slancio                                                     | 8 760     | 1,46  |  |  |  |  |  |
| Augustin Agou                | Rinascita per uno Sviluppo Duraturo                                           | 8 436     | 1,41  |  |  |  |  |  |
| Jean-Serge Bokassa           | Kodro Ti Mo Kozo Si                                                           | 7 870     | 1,31  |  |  |  |  |  |
| Mahamat Kamoun               | Centrafrica per Tutti Noi                                                     | 7 536     | 1,26  |  |  |  |  |  |
| Alexandre-Ferdinand Nguendet | Raggruppamento per la Repubblica                                              | 6 668     | 1,11  |  |  |  |  |  |
| Karim Meckassoua             | Cammino della Speranza                                                        | 5 099     | 0,85  |  |  |  |  |  |
| Catherine Samba-Panza        | Indipendente                                                                  | 5 078     | 0,85  |  |  |  |  |  |
| Elois Anguimaté              | Convenzione Nazionale                                                         | 3 710     | 0,62  |  |  |  |  |  |
| Serge Djorie                 | Colletivo di Alternanza Politica per un Nuovo Centrafrica                     | 3 392     | 0,57  |  |  |  |  |  |
| Cyriaque Gonda               | Partito Nazionale per un Nuovo Centrafrica                                    | 2 973     | 0,50  |  |  |  |  |  |
| Aristide Reboas              | Partito Cristiano Democratico                                                 | 2 454     | 0,41  |  |  |  |  |  |
| Nicolas Tiangaye             | Convenzione Repubblicana per il Progresso Sociale                             | 2 163     | 0,36  |  |  |  |  |  |
| Totale                       | Totale                                                                        | 599 416   | 100   |  |  |  |  |  |
|                              |                                                                               |           |       |  |  |  |  |  |
| Voti non validi              | Voti non validi                                                               | 55 638    | 8,49  |  |  |  |  |  |
| Votanti                      | Votanti                                                                       | 655 054   | 35,25 |  |  |  |  |  |
| Elettori                     | Elettori                                                                      | 1 858 236 |       |  |  |  |  |  |

### Elezioni legislative
| Liste                                                 | Voti | % | Seggi |
| ----------------------------------------------------- | ---- | - | ----- |
| Unione Nazionale per la Democrazia e il Progresso     |      |   |       |
| Unione per il Rinnovamento Centrafricano              |      |   |       |
| Raggruppamento Democratico Centrafricano              |      |   |       |
| Movimento per la Liberazione del Popolo Centrafricano |      |   |       |
| Convergenza Nazionale "Kwa Na Kwa"                    |      |   |       |
| Altri e indipendenti                                  |      |   |       |
| Totale                                                |      |   | 131   |